# Semiendothyra
Semiendothyra es un género de foraminífero bentónico de la subfamilia Endothyrinae, de la familia Endothyridae, de la superfamilia Endothyroidea, del suborden Fusulinina y del orden Fusulinida. Su especie tipo es Semiendothyra surenica. Su rango cronoestratigráfico abarca el Namuriense (Carbonífero medio).

## Discusión
Clasificaciones más recientes incluyen Semiendothyra en el suborden Endothyrina, del orden Endothyrida, de la subclase Fusulinana de la clase Fusulinata.

## Clasificación
Semiendothyra incluye a las siguientes especies:
- Semiendothyra balkhashensis †
- Semiendothyra surenica †